# 우에다 하루카
우에다 하루카(일본어: 上田春佳, 1988년 4월 27일 ~ )는 일본의 수영 선수 (자유형)이다. 도쿄도 출생. 신장 177cm로 큰 편이다. 혈액형은 O형. 소속은 기타지마 고스케, 나카무라 레이코와 같은 도쿄 수영 센터이다.

## 주요 대회 성적
- 2005년 전국 고등학교 종합 체육 대회 - 자유형 200m, 400m, 1위
- 2005년 세계 수영 선수권 - 자유형 200m, 22위 (2:01.65)[1]
- 2007년 세계 수영 선수권 - 자유형 100m, 39위 (0:57.21)[2]
- 2008년 일본 선수권 수영 경기 대회 - 자유형 200m, 1위
- 2008년 하계 올림픽 수영 - 자유형 200m, 13위 (1:58.44)[3]

## 개인 최고 기록
긴 코스
- 자유형 100m: 55.05 (2008년 6월 7일)
- 자유형 200m: 1:57.64, 일본 신기록 (2008년 8월 11일)

단기 코스
- 자유형 100m: 53.41, 일본 신기록 (2009년 2월 22일)
- 자유형 200m: 1:53.72, 아시아, 일본 신기록 (2009년 2월 21일)